# X1F
Die x1F GmbH (kurz x1F) ist ein deutsches Unternehmen mit Sitz in München. Es verfügt über die Geschäftsbereiche Consulting und Managed Services. Das auf die Finanztechnologie spezialisierte Unternehmen vereint 1350 Mitarbeitende aus über 15 Tochtergesellschaften (Stand: 1. Oktober 2024).

## Geschichte
Die x1F GmbH ist eine Holding, die aus dem Zusammenschluss der Unternehmen IKOR AG (Hamburg), matrix technology AG (München) und Informationsfabrik GmbH (Münster) im Jahr 2020 entstand. Sie profitiert seitdem von der langjährigen Branchenerfahrung der einzelnen Unternehmen im durch die Bundesanstalt für Finanzdienstleistungsaufsicht (BaFin) regulierten Umfeld.
Seit 2020 folgten weitere Unternehmenszukäufe, an denen die Schweizer Privatinvestorengruppe Ufenau Capital Partners mehrheitlich beteiligt war.
2024 erwirtschaftete die x1F mit ihren rund 1350 Mitarbeitenden einen Jahresumsatz von mehr als 200 Millionen Euro.

## Konzernstruktur
Die x1F GmbH stellt eine Holding dar, die sich aus 15 ehemals eigenständigen Unternehmen zusammensetzt und sich auf Management- und Technologieberatung spezialisiert hat.
Die x1F bietet ihre Dienstleistungen an über 35 Standorten in Europa, USA, Kanada und Australien an.

## Produkte
Die von x1F angebotenen Produkte und Dienstleistungen umfassen folgende Bereiche:
- Security
- Platform Technology
- SAP Technology Consulting
- Cloud & Infrastructure
- Data Analytics
- Project Management
- Business Consulting
- Management Consulting